# Томас Карлајл
Томас Карлајл (енгл. Thomas Carlyle; Еклиш Ехеин, Шкотска, 4. децембра 1795 — Лондон, 5. фебруара 1881) је био шкотски историчар, филозоф и есејист. Као филозоф био је идеалист. Као историчар истакао се стилом приказивања и схватањем да историју стварају велике личности, хероји. Према прошлости се односио са пуно мистицизма. Његови описи су са богатим и живописним стилом и драматичним описивањима. Писао је обимна дела о Кромвелу, Фридриху II и француској револуцији и низ огледа О херојима.
Томас Карлајл је сматрао да Турцима треба одмах бити наређено да нестану из Европе и да се никада више не врате и зато није подржавао спољну политику Бенџамина Дизраелија, мада је сам био конзервативац. Подржавао је Русију током Руско-турског рата 1877-78. Израз the unspeakable Turk (неописив/ужасан Турчин) потиче од њега.